# 레옹 주오

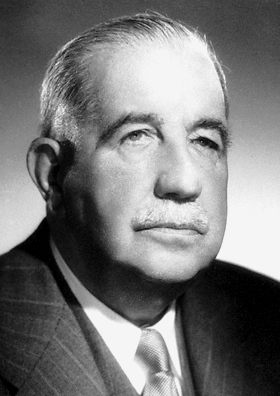
레옹 주오

레옹 주오(프랑스어: Léon Jouhaux, 1879년 7월 1일 ~ 1954년 4월 28일)는 프랑스의 노동 조합 지도자로, 1951년 노벨 평화상을 수상했다.
그의 아버지는 오베르빌리에의 성냥 공장에서 일하고 있었지만 파업을 일으켰다는 이유로 임금을 받을 수 없게 되었고 주오 또한 학교에서 퇴학당한다. 16세 때부터 공장에서 일하기 시작하면서 노동 조합의 중심적인 인물로 부상하기 시작했지만 1900년 그의 아버지를 실명시킨 계기가 된 백린 사용에 항의하는 파업에 가담했다는 이유로 회사에서 쫓겨나게 된다.
1906년 프랑스 노동 총동맹(Confédération générale du travail)의 지역 대표로 선출되었으며 1909년에는 잠정적 회계 담당자로 선출되었고 1909년부터 1947년까지 사무총장을 맡았다. 노동 총동맹의 목표는 1일 8시간 노동과 단결권, 단체 교섭권, 단체 행동권 보장, 휴일 임금 지급 등 초기의 노동 운동에 가까웠으며 1936년 마티뇽 협정을 체결하는 등 인민 전선이 활동하는 동안에도 노동 환경의 향상에 큰 공헌을 했다.
제2차 세계 대전이 발발하기 이전까지는 전쟁에 반대하는 단체들을 설립했다. 제2차 세계 대전이 발발한 이후에는 나치 독일의 승리가 유럽의 민주주의를 파괴할 것이라고 믿고 프랑스를 지원했으며 이로 인해 나치 독일의 부헨발트 강제 수용소에 수감되고 만다.
제2차 세계 대전의 종전 이후에는 프랑스 노동 총동맹에서 분리된 사회민주주의적 단체인 프랑스 노동 총동맹-노동자 전선(CGT-FO)을 설립했으며 1951년 노벨 평화상을 수상했다. 1954년 사망했으며 그의 묘는 파리 페르 라셰즈 묘지에 안치되어 있다. 그의 활동은 대외적으로 국제 노동 기구와 세계 노동 조합 연맹의 설립으로 이어진 것으로 평가된다.